# جایزه نظرسنجی گوگل

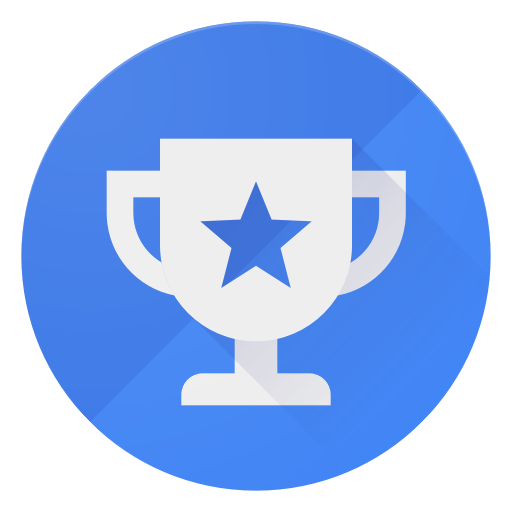
لوگو جایزه نظر سنجی گوگل

جایزه نظرسنجی گوگل یک برنامه جایزه دهی است که توسط گوگل طراحی شده در ابتدا این برنامه یک برنامه موبایل نظر دهی برای اندروید و آی او اس که توسط گوگل طراحی شده بود برنامه به کاربران اجازه می دهد تا به نظرسنجی پاسخ بدهند و برنده جایزه شوند در اندروید کاربران اعتباری به دست می آورند آن ها را در پلی استور برای خرید برنامه های پولی استفاده کرد در آی او اس کاربران اعتباری پی پال را به دست می آورند کاربران در کشورهای موجود که بالای 18 سال سن دارند واجد شرایط هستند.  جایزه نظر سنجی گوگل با نظر سنجی گوگل کار می کند نظرات به نظر سنجی گوگل فرستاده می شوند و جواب ها توسط کاربر به جایزه نظر سنجی گوگل فرستاده می شود این فرآیند به سرعت مجموعه بزرگی از نظرسنجی‌کنندگان را در اختیار نقشه‌برداران قرار می‌دهد. این فرآیند بررسی "سریع و آسان" به دلیل اختلاف در مورد اعتبار نتایج و همچنین نگرانی در مورد حفظ حریم خصوصی و امنیت داده های کاربران برنامه مورد انتقاد قرار گرفته است.